# 612 Veronika
612 Veronika este un asteroid din centura principală, descoperit pe 8 octombrie 1906, de August Kopff.